# Campsurus latipennis
Campsurus latipennis is een haft uit de familie Polymitarcyidae. De wetenschappelijke naam van de soort is voor het eerst geldig gepubliceerd in 1853 door Walker.
De soort komt voor in het Neotropisch gebied.